# Laufgraben (Grabenkrieg)

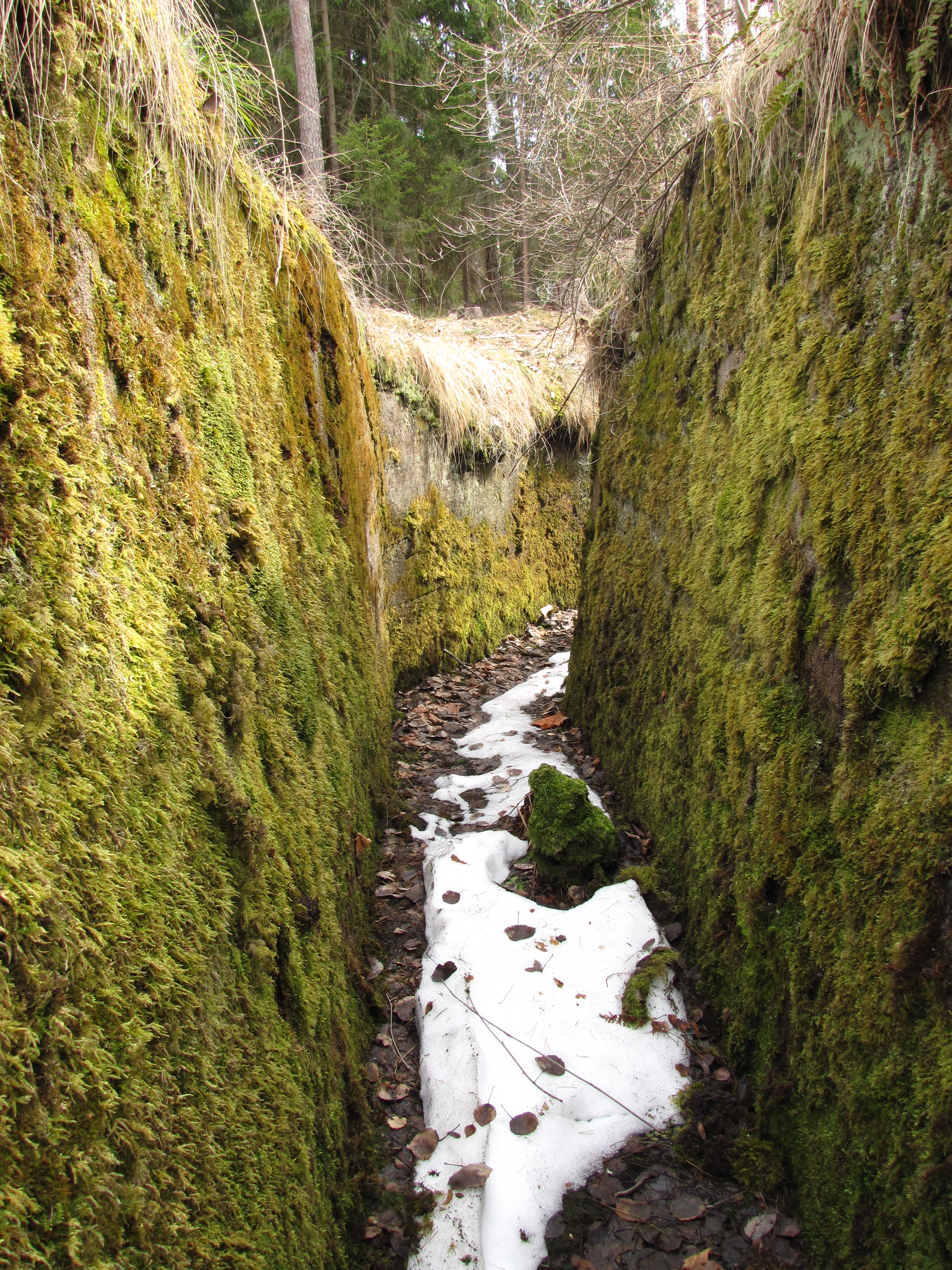
Ehemaliger Laufgraben in einer Stellung aus dem Ersten Weltkrieg in Finnland (Aufnahme von 2010)

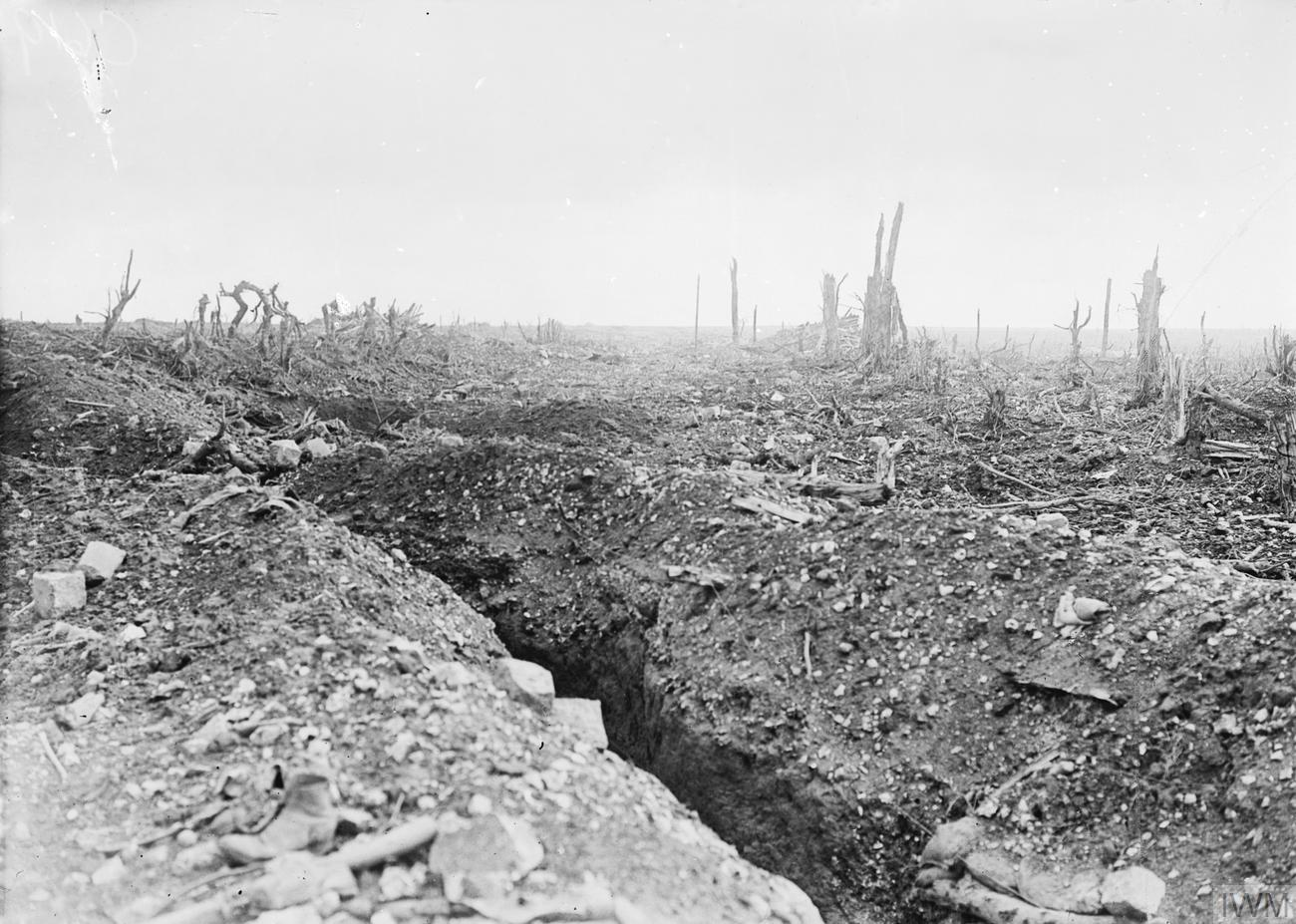
Laufgraben während der Schlacht an der Somme (1916). Zu erkennen ist der zickzackförmige Verlauf.

Ein Laufgraben (auch Verbindungsgraben) ist eine Feldbefestigung in Form eines einfachen Grabens, der das Hinterland mit der vordersten Frontlinie verbindet und Schutz vor Gewehrkugeln und Granatsplittern bietet. Im Gegensatz zum Schützengraben dient ein Laufgraben nur in Ausnahmefällen dem aktiven Kampf; er ist daher nicht mit Schießscharten oder Auftritten ausgestattet. Ein Laufgraben ist ebenfalls nicht für den permanenten Aufenthalt von Soldaten unter Beschuss gedacht; er bietet daher normalerweise mangels Unterständen oder Bunkern keinen Schutz gegen Volltreffer. Laufgräben sind ein Bestandteil des Grabenkrieges und kommen nur bei längeren Perioden statischer Kriegsführung zum Einsatz. Besonders häufig waren sie im Grabenkrieg im Ersten Weltkrieg.

## Funktion und Nutzung
Hauptfunktion des Laufgrabens ist die Ermöglichung des gedeckten Transports von Verpflegung, Munition und sonstigem Nachschub zur Hauptkampflinie, der Abtransport von Verwundeten, die gedeckte Zuführung von Ersatz sowie der An- und Abmarsch von Soldaten und Offizieren, von Meldern, Artilleriebeobachtern und Inspekteuren bis hin zu kompletten Infanterieeinheiten bei deren Ablösung aus der vordersten Linie.
Laufgräben waren so schmal, dass Formationen sie nur in Reihe passieren konnten. Durch die häufigen Traversen und die begrenzte Sicht – Einheitswechsel wurden nachts durchgeführt – kam es dabei zu Verzögerungen und Beschleunigungen, die bei größeren Formationen zum Ziehharmonikaeffekt führten. Wenn Laufgräben sich kreuzten, konnten sich dabei ganze Teile von Einheiten verlaufen. Daher wurde empfohlen, die Spitze der Reihe im Laufgraben  nur mit gemächlichen Tempo marschieren zu lassen und bei unerfahrenen Truppen regelmäßig anzuhalten, bis das Ende aufgeschlossen hatte.

## Anlage und Konstruktion
Der Laufgraben bildet in seiner Hauptrichtung einen Winkel zur Hauptkampflinie. Um die Länge des Laufgrabens abzukürzen, steht seine Hauptrichtung idealerweise rechtwinklig zur Hauptkampflinie, doch können Eigenheiten des Terrains und der Kampfmittel des Gegners auch spitzere Winkel vorgeben. Während die Hauptrichtung den generellen Verlauf des Laufgrabens vorgab, wich die örtliche Richtung durch regelmäßige Traversen und Richtungsänderungen davon ab. Ein gerader Abschnitt eines Laufgrabens sollte im Ersten Weltkrieg nicht länger als 12 m sein, um die Wirkung eines Granattreffers auf diesen Abschnitt zu beschränken. Laufgräben konnten eine Länge von bis zu zwei Kilometern erreichen und wurden umso tiefer ausgeführt, je dichter die Front war.
Im Ersten Weltkrieg waren Laufgräben von ca. 1,50 m Tiefe unter der Erdoberfläche die Norm. Wegen der fehlenden Schießscharten und um bei den Schanzarbeiten Zeit zu sparen wird der Querschnitt üblicherweise schmaler als beim Schützengraben ausgeführt. Die Gräben waren am oberen Querschnitt ca. 0,90 m breit und wurden mit so wenig Böschung ausgehoben, wie es der Schüttwinkel des Erdreichs hergab. Im Idealfall fielen die Grabenwände fast senkrecht ab, dies gab neben der verringerten Aushubmenge auch besseren Schutz gegen Granatsplitter. Die ausgehobene Erde wurde auf beiden Seiten des Laufgrabens zu einem Parapet aufgeworfen, beide Seiten waren dabei ungefähr gleich stark. Wenn der Laufgraben mit einer Seite dem direkten Feuer des Gegners ausgesetzt war, wurde diese Seite stärker ausgeführt.
Der pioniermäßige Ausbau eines Laufgrabens hing hauptsächlich von Bodenbeschaffenheit, Grundwasser und Klima ab. Bei festem, lehmigem Boden, tiefem Grundwasserpegel und wenig Niederschlag wurde der Graben mit einem Böschungswinkel von 80° ausgehoben und weder Wände noch Sohle befestigt. Danach musste nur ausgebessert werden, wenn Erdreich nachrutschte oder der Graben durch Artillerie beschädigt war. Bei losem Erdreich und sandigen Böden war eine Befestigung der Grabenwände durch aufgeschichtete Sandsäcke, Faschinen, Wellblech oder anderes Stützmaterial nötig. Bei hohem Grundwasser, wie es besonders in Flandern der Fall war, liefen tiefe Gräben voll. Dann wurde nur ein sehr flacher Graben angelegt und eine besonders hohe Brustwehr aus Sandsäcken übernahm Teile der Deckungsaufgaben des Grabens. Idealerweise wurde die Sohle eines Laufgrabens in nassem Gelände mit einem hölzernen Steg versehen, so dass er trockenen Fußes begangen werden konnte. In der Praxis blieb dieser aufwändige Ausbau auf die Schützengräben beschränkt, wo sich die Soldaten im Gegensatz zu den Laufgräben ständig aufhalten mussten. Laufgraben mit durchgängigem Sohlenausbau gab es auf alliierter Seite fast nur im Ausbildungslager.